# Lobelia fangiana
Lobelia fangiana là loài thực vật có hoa trong họ Hoa chuông. Loài này được (E.Wimm.) S.Y.Hu mô tả khoa học đầu tiên năm 1980.